# 国道110号線

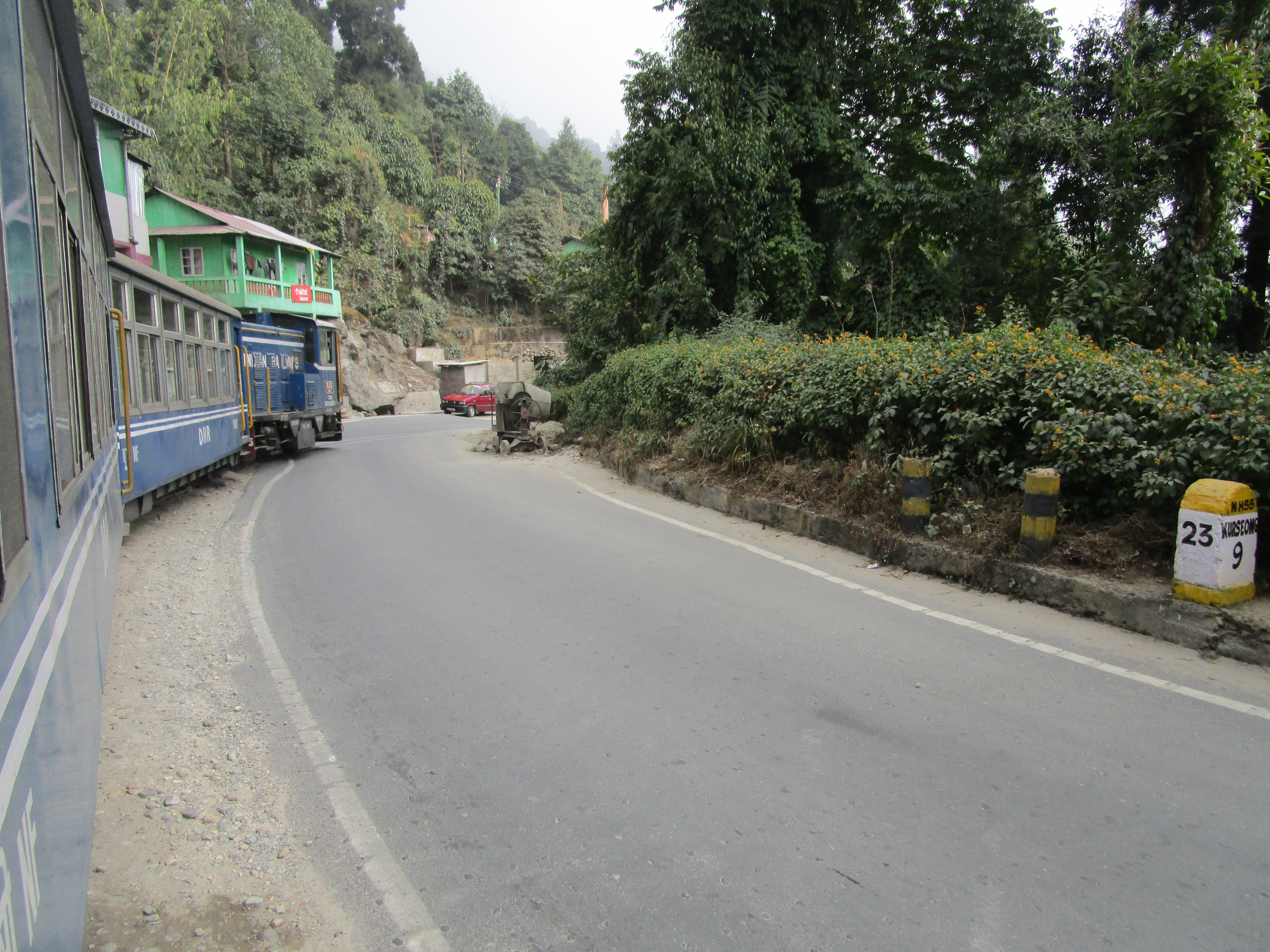
国道110号線

国道110号線（こくどう110ごうせん、ヒンディー語: राष्ट्रीय राजमार्ग ११०, 英語: National Highway 110; NH 110）は、インドの国道。ビハール州のアルワル県アルワルとナーランダー県ビハール・シャリーフを結ぶ。全長は89キロメートル。ジャハーナーバード、バンドゥーガンジ、エカンガーサライ、パーウォールプールを通過する。